# 1498
1498 (MCDXCVIII) a fost un an comun al calendarului iulian, care a început într-o zi de luni.

## Evenimente
- iunie sau iulie: Ștefan cel Mare asediază și înfrânge garnizoanele din 3 cetăți poloneze: Buczacz, Podhajce și Trembowla.

## Arte, științe, literatură și filozofie
- Michelangelo Buonarroti semnează contractul pentru opera Pietà.

## Nașteri
- 15 noiembrie: Eleonora de Austria  (d. 1558)
- 1 ianuarie: Sophie de Pomerania  (d. 1568)
- dată necunoscută: Madeleine de La Tour d'Auvergne  (d. 1519)
- dată necunoscută: Mükerrem Hatun  (d. 1550)
- dată necunoscută: Johannes Honterus  (d. 1549)

## Decese
- 23 mai: Girolamo Savonarola, 46 ani, călugăr dominican italian (n. 1452)
- 16 septembrie: Tomas de Torquemada, 77 ani, primul Mare Închizitor al Spaniei (n. 1420)